# Port lotniczy Upernavik
Port lotniczy Upernavik (IATA: JUV, ICAO: BGUK) – port lotniczy położony w Upernavik na Grenlandii.

## Linie lotnicze i połączenia
| Linia Lotnicza | Kierunek |
| -------------- | --- |
| Air Greenland  | 1. Aappilattoq 2. Ilulissat 3. Innaarsuit 4. Kangersuatsiaq 5. Kullorsuaq 6. Nuussuaq 7. Qaanaaq 8. Tasiusaq 9. Thule 10. Upernavik Kujalleq |